# Airone (torpilleur)
Le Airone (fanion « AI » (plus tard « AO »)) était un torpilleur italien de la classe Spica - type Alcione lancé en 1938 pour la Marine royale italienne (en italien : Regia Marina). 

## Conception et description
Les torpilleurs de la classe Spica devaient répondre au traité naval de Londres qui ne  limitait pas le nombre de navires dont le déplacement standard était inférieur à 600 tonnes. Hormis les 2 prototypes, 3 autres types ont été construits : Alcione, Climene et Perseo. Ils avaient une longueur totale de 81,42 à 83,5 mètres, une largeur de 7,92 à 8,20 mètres et un tirant d'eau de 2,55 à 3,09 mètres. Ils déplaçaient 652 à 808 tonnes à charge normale, et 975 à 1 200 tonnes à pleine charge. Leur effectif était de 6 à 9 officiers et de 110 sous-officiers et marins
Les Spica étaient propulsés par deux turbines à vapeur à engrenages Parsons , chacune entraînant un arbre d'hélice et utilisant la vapeur fournie par deux chaudières Yarrow. La puissance nominale des turbines était de 19 000 chevaux-vapeur (14 000 kW) pour une vitesse de 33 nœuds (61 km/h) en service, bien que les navires aient atteint des vitesses supérieures à 34 nœuds (62,97 km/h) lors de leurs essais en mer alors qu'ils étaient légèrement chargés. Ils avaient une autonomie de 1 910 milles nautiques (3 540 km) à une vitesse de 15 nœuds (27,7 km/h)
Leur batterie principale était composée de 3 canons 100/47 OTO Model 1937. La défense antiaérienne (AA) des navires de la classe Spica était assurée par 4 mitrailleuses jumelées Breda Model 1931 de 13,2 millimètres. Ils étaient équipés de 2 tubes lance-torpilles de 450 millimètres (21 pouces) dans deux supports jumelés au milieu du navire.  Les Spica étaient également équipés de  2 lanceurs de charges de profondeur et d'un équipement pour le transport et la pose de 20 mines.

## Construction et mise en service
Le Airone est construit par le chantier naval Cantiere navale di Sestri Ponente à Sestri Ponente en Italie, et mis sur cale le 29 octobre 1936. Il est lancé le 23 janvier 1938 et est achevé et mis en service le 10 mai 1938. Il est commissionné le même jour dans la Regia Marina.

## Histoire de service
En 1939, moins d'un an après son entrée en service, le torpilleur participe aux opérations qui mènent à la conquête italienne de l'Albanie. Le 7 avril 1939, le torpilleur participe aux opérations de débarquement à Santi Quaranta, en bombardant les installations militaires albanaises avec sa propre artillerie, et c'est à cette occasion qu'un membre de l'équipage, le second chef des transmissions Tommaso Lamberti, est gravement blessé et décède plus tard: pour son comportement courageux avant et après la blessure, Lamberti reçoit la médaille d'or de la valeur militaire à titre posthume
Par la suite (1939-1940), le Airone est déployé en Libye, opérant dans des fonctions de garde-côtes et de liaison entre la Libye et la Sicile.
En janvier 1940, le capitaine de corvette (capitano di corvetta) Alberto Banfi prend le commandement du Airone, qui est le chef d'escadron du Ier escadron de torpilleurs (qui forme avec ses navires-jumeaux (sister ships) Aretusa, Alcione et Ariel) basé à Augusta.
Au début de la Seconde Guerre mondiale, le torpilleur, basé à Augusta ou à Messine, est employé dans des missions de lutte anti-sous-marine et d'escorte de convois entre la Sicile et la Tripolitaine,.
Le 29 juillet 1940, dans le cadre de l'opération "Trasporto Veloce Lento", le Airone et les trois autres torpilleurs du Ier escadron de torpilleurs sont envoyés en renfort de l'escorte - torpilleurs Circe, Clio, Climene et Centauro du XIIIe escadron de torpilleurs - d'un convoi composé du navire à vapeur à passagers Marco Polo et des croiseurs auxiliaires Città di Palermo e Città di Napoli, naviguant de Naples à Benghazi.
Le 10 octobre 1940, deux jours seulement avant son propre naufrage, le Airone participe à une chasse anti-sous-marine au large de Syracuse avec son navire-jumeau Alcione et des hydravions de la 89e escadrille, au cours de laquelle on pense qu'il a coulé le sous-marin britannique HMS Triad (N53),,. En réalité, cette unité sous-marine est coulée cinq jours plus tard par un sous-marin italien, le Toti.
Dans la nuit du 11 au 12 octobre 1940, le Airone est envoyé pour patrouiller, avec le Alcione et le Ariel et les destroyers du XIe escadron de destroyers (Aviere, Artigliere, Geniere, Camicia Nera), la zone à l'est de Malte, à la recherche de navires britanniques censés se trouver dans cette zone,. La patrouille, qui a débuté à 1 heure du matin le 12 octobre, est menée à une vitesse de 12 nœuds (22 km/h) avec un cap de 270°, les torpilleurs étant espacés d'environ 4 milles nautiques (7,4 km),. Le Airone est la deuxième unité du déploiement, précédé du Alcyone et suivi du Ariel, tandis que les destroyers sont encore plus au sud,. À 1h38 du matin, le Alcione, l'unité la plus au nord, se trouve en vue à 18 000 mètres du croiseur léger HMS Ajax (22), qui fait partie d'un plus grand déploiement naval britannique qui retourne à Alexandrie après avoir escorté un convoi vers Malte,. Le Airone et le Ariel l'aperçoivent l'un après l'autre à 1h42, à 14 000 mètres. Le Airone augmente sa vitesse à 14 nœuds (26 km/h). Les trois torpilleurs passent alors à l'attaque : le Alcione tire d'abord deux torpilles à 1h57, immédiatement suivi par le Airone qui, toujours à 1h57, lance deux torpilles à 2 000 mètres contre la partie bâbord du HMS Ajax, puis, après une minute, constatant que le navire britannique a changé de cap, lance deux autres torpilles avec de nouvelles données, tout en ouvrant le feu à 700 mètres, en continuant à s'approcher à grande vitesse (pendant cette manœuvre, le sillage du Airone dévie la seule torpille lancée par le Ariel, qui le suivait),,. Après avoir lancé les quatre torpilles dont il disposait, le Airone prend un cap de recul, tirant entre-temps quatre salves avec ses canons et tirant également avec ses mitrailleuses: trois obus de 100 mm touchent le HMS Ajax - deux sur le pont et un à six mètres au-dessus de la ligne de flottaison -, causant divers dommages (une unité de 102 mm détruite, un petit incendie dans une réserve, 12 morts dont deux officiers et 22 blessés dont un autre officier), mais cette action a empêché le Alcione d'attaquer avec d'autres torpilles et, surtout, elle a déclenché la réaction violente du HMS Ajax, qui (il est 2 heures du matin) ouvre le feu avec les canons de proue et frappe le Airone à une distance de seulement 300 mètres. Centré par plusieurs obus, surtout à l'arrière (où la plupart des servants de canon sont tués), avec la plupart de l'équipage mort ou blessé (le commandant Banfi lui-même est gravement blessé à la colonne vertébrale), le torpilleur italien est réduit à une épave flottante en quatre minutes,,,. Outre les canons de 152 mm, le Airone est également balayé par des tirs de mitrailleuses (alors que la distance est réduite à seulement cent mètres) et frappé par une torpille, ce qui dévaste davantage le navire, qui est immobilisé à 2h05,,. Laissé à la dérive, en proie aux flammes, il coule après une longue agonie à 3h34 du matin (d'autres sources situent plutôt l'heure du naufrage à 2h35 du matin), à la position géographique de 35° 37′ N, 16° 42′ E, à environ 73 milles nautiques (135 km) au sud-est de cap Passero. Le commandant Banfi fait quitter le navire aux survivants (ils sont secourus par le Alcione, qui, revenu sur place pour secourir les naufragés, s'est heurté à l'épave enflammée de son navire-jumeau), puis il reste à bord avec les mourants et les blessés les plus graves (qui n'ont pas pu sauter à la mer) en louant le Roi, en attendant de couler avec sa propre unité. Lorsque cela s'est produit, Banfi est entraîné vers le bas avec elle, mais est ramené à la surface par une grande bulle d'air et a ensuite rejoint un groupe de naufragés du Airone, pour finalement être récupéré après 36 heures en mer,
.
En tout, 84 survivants du Airone sont récupérés, la plupart étant des membres d'équipage. Le commandant Banfi est décoré de la médaille d'or de la valeur militaire.
Le Airone, ainsi que son navire-jumeau Ariel (coulé dans le même combat), est le premier torpilleur de la classe Spica à être perdu pendant la guerre.

### Commandement
- Capitaine de corvette (Capitano di corvetta) Alberto Banfi  (né à Pinerolo le 18 mars 1903) (10 juin - 12 octobre 1940).

## Sources
- (it) Cet article est partiellement ou en totalité issu de l’article de Wikipédia en italien intitulé « Airone (torpediniera) » (voir la liste des auteurs).